# (5117) Mokotoyama
(5117) Mokotoyama (1988 GH) – planetoida z pasa głównego asteroid okrążająca Słońce w ciągu 5,35 lat w średniej odległości 3,06 j.a. Odkryta 8 kwietnia 1988 roku.